# صحنية
الصحنية أو الدُّمَّلِيَّة هو كائن بحري رخوي يعيش في المناطق الساحلية، له قوقعة رمادية تشبه شكل الصحن تساعده على تثبيت جسمه بإحكام على الصخور حيت يتغدى على بعض العوالق فيها،